# أبو تيج
أبو تيج مدينة مصرية تتبع محافظة أسيوط في مصر، وهي قاعدة مركز أبو تيج، وبها يقع ضريح الفرغل.